# 프랜시스 스턴헤이건
프랜시스 스턴헤이건(Frances Sternhagen, 1930년 1월 13일 ~ 2023년 11월 27일)은 미국의 배우이다.

## 영화
- 종합병원 (영화)
- 아웃랜드 (영화)
- 두 남자와 한 여자
- 미저리 (영화)
- 할리우드 의사
- 카인의 두 얼굴
- 미스트 (영화)
- 돌핀 테일
- 산타모니카 인 러브

## 텔레비전
- 치어스
- ER (드라마)
- 섹스 앤 더 시티
- 심슨 가족
- 베커 (시트콤)
- 클로저 (드라마)
- 페어런트 후드

## 연극
- 인형의 집 (희곡)
- 칵테일 파티
- 서쪽 나라의 건달
- 마리아 슈투아르트
- 에쿠스 (희곡)
- 바다풍경